# هورنبرگ (شوارتسوالد)
شهر هورنبرگ در ایالت بادن-وورتمبرگ در کشور آلمان واقع شده‌است.